# Cayo Veleo Tutor
Cayo o Gayo Veleo Tutor  fue un político y senador romano del siglo I, que desarrolló su carrera política bajo los imperios de Augusto y Tiberio.

## Orígenes y carrera política
Natural de Canusium, en la Regio II de Italia, su único cargo conocido fue el de consul suffectus entre junio y diciembre de 26, bajo Tiberio.
Durante el ejercicio de esta magistratura, junto con su colega Lucio Junio Silano, promovió la aprobación de la Lex Iunia Velea sobre como deseheredar a los nietos en los testamentos.